# All-Star Game LNB 2017
Le All-Star Game LNB 2017 est la 32e édition du All-Star Game LNB. Il se déroule le 29 décembre 2017 à l'AccorHotels Arena de Paris. L’équipe des All-Stars français bat l’équipe des All-Stars étrangers 181-175 (a.p.). Louis Labeyrie est le meilleur marqueur de la rencontre (35 points). Amara Sy est élu MVP. Il réalise le premier triple-double (20 points, 15 rebonds, 12 passes) de l'histoire du All-Star Game. L'événement est diffusé sur SFR Sport 2.

## Joueurs

### All-Stars français
| Position    | Joueur         | Équipe          |
| ----------- | -------------- | --------------- |
| Meneur      | Élie Okobo     | Pau-Lacq-Orthez |
| Arrière     | Paul Lacombe   | Monaco          |
| Ailier      | William Howard | Limoges         |
| Ailier fort | Amara Sy       | Monaco          |
| Pivot       | Louis Labeyrie | Strasbourg      |

| Position    | Joueur           | Équipe                  |
| ----------- | ---------------- | ----------------------- |
| Meneur      | Benjamin Sene    | Gravelines              |
| Meneur      | Jérémy Nzeulie   | Chalon-sur-Saône        |
| Arrière     | Charles Kahudi   | ASVEL Lyon-Villeurbanne |
| Ailier      | Axel Bouteille ¹ | Limoges                 |
| Ailier fort | Alain Koffi      | Pau-Lacq-Orthez         |
| Ailier fort | Amine Noua       | ASVEL Lyon-Villeurbanne |
| Pivot       | Youssoupha Fall  | Le Mans                 |

¹ Boris Diaw déclare forfait pour le All-Star Game à cause d'une blessure et est remplacé par Axel Bouteille

### All-Stars étrangers
| Position    | Joueur          | Équipe                  |
| ----------- | --------------- | ----------------------- |
| Meneur      | John Roberson   | ASVEL Lyon-Villeurbanne |
| Arrière     | Gerald Robinson | AS Monaco               |
| Ailier      | David Logan     | Strasbourg              |
| Ailier fort | Zachery Peacock | Bourg-en-Bresse         |
| Pivot       | Miro Bilan      | Strasbourg              |

| Position | Joueur              | Équipe        |
| -------- | ------------------- | ------------- |
| Meneur   | Zack Wright         | Strasbourg    |
| Meneur   | Kenny Hayes         | Limoges       |
| Arrière  | Klemen Prepelič     | Levallois     |
| Arrière  | Trae Golden         | Le Portel     |
| Arrière  | Raymond Cowels      | Hyères Toulon |
| Ailier   | D. J. Stephens      | Le Mans       |
| Pivot    | Elmedin Kikanović ¹ | AS Monaco     |

¹ Tim Blue déclare forfait pour le All-Star Game à cause d'une blessure et est remplacé par Elmedin Kikanović

### Entraîneurs
Éric Bartecheky (Le Mans), assisté de Laurent Pluvy (Roanne), dirigent l’équipe des All-Stars français. Zvezdan Mitrović (AS Monaco), assisté de Germain Castano (Orléans), dirigent l’équipe des All-Stars étrangers.
| 29 décembre 2017 20h20 | Rapport | Français                                                       | 181-175                  | Etrangers                                              | OT | AccorHotels Arena, Paris Affluence : 15 000 Arbitres : Eddy Viator Jean-Charles Collin Mehdi Difallah | SFR Sport 2 |
| 29 décembre 2017 20h20 | Rapport | Score par quart-temps : 41-32, 43-48, 42-46, 38-38, OT : 17-11 |                          |                                                        | OT | AccorHotels Arena, Paris Affluence : 15 000 Arbitres : Eddy Viator Jean-Charles Collin Mehdi Difallah | SFR Sport 2 |
| 29 décembre 2017 20h20 | Rapport | Score par mi-temps : 84-80, 97-95                              |                          |                                                        | OT | AccorHotels Arena, Paris Affluence : 15 000 Arbitres : Eddy Viator Jean-Charles Collin Mehdi Difallah | SFR Sport 2 |
| 29 décembre 2017 20h20 | Rapport | Louis Labeyrie, 35 Amara Sy, 15 Élie Okobo, 17                 | Points Rebonds Passes d. | Gerald Robinson, 33 Zachery Peacock, 9 Kenny Hayes, 13 | OT | AccorHotels Arena, Paris Affluence : 15 000 Arbitres : Eddy Viator Jean-Charles Collin Mehdi Difallah | SFR Sport 2 |

## Concours
Concours des meneurs :
- Notes: 
  - Demi-finales :
  - Finale : Benjamin Sene (Gravelines-Dunkerque) - Martin Hermannsson (Châlons-Reims) : 2-1

| Pos.   | Joueur             | Équipe        | taille | Premier tour | Finale |
| ------ | ------------------ | ------------- | ------ | ------------ | ------ |
| Meneur | Benjamin Sene      | Gravelines    | 1,88 m | 2            | 2      |
| Meneur | Martin Hermannsson | Châlons-Reims | 1,91 m | 2            | 1      |
| Meneur | Axel Julien        | Dijon         | 1,85 m | 0            |        |
| Meneur | Jerel Blassingame  | Antibes       | 1,75 m | 0            |        |

Concours de tirs à 3 points :
| Pos.    | Joueur             | Équipe           | taille | Premier tour | Finale |
| ------- | ------------------ | ---------------- | ------ | ------------ | ------ |
| Meneur  | Heiko Schaffartzik | Nanterre 92      | 1,83 m | 24           | 25     |
| Meneur  | David Logan        | SIG Strasbourg   | 1,84 m | 21           | 19     |
| Meneur  | John Roberson      | Châlon-sur-Saône | 1,80 m | 17           |        |
| Arrière | Jonathan Rousselle | Cholet           | 1,92 m | 13           |        |

Concours de dunks :
- Notes: 
  - Les joueurs sont évalués sur deux dunks lors de chaque manche.
  - Le vainqueur est désigné par le public de Bercy à l'applaudimètre.
  - Les notes représentent le nombre de décibels.

| Pos.    | Joueur            | Équipe                  | Taille | Premier tour | Finale |
| ------- | ----------------- | ----------------------- | ------ | ------------ | ------ |
| Arrière | D. J. Stephens    | Le Mans                 | 1,97 m | 197          | 192    |
| Meneur  | Sylvain Francisco | Levallois Metropolitans | 1,80 m | 195          | 185    |
| Arrière | Travis Leslie     | Levallois               | 1,93 m | 192          |        |
| Ailier  | Kevin Harley      | Poitiers                | 1,98 m | 189          |        |